# Platylistrum platessa
Platylistrum platessa är en svampdjursart som beskrevs av Schulze 1904. Platylistrum platessa ingår i släktet Platylistrum och familjen Pheronematidae.
Artens utbredningsområde är havet utanför Tanzania. Inga underarter finns listade i Catalogue of Life.